# (892) Seeligeria
(892) Seeligeria – planetoida należąca do zewnętrznej części pasa głównego asteroid, okrążająca Słońce w ciągu 5 lat i 294 dni, w średniej odległości 3,23 au. Została odkryta 31 maja 1918 roku w Landessternwarte Heidelberg-Königstuhl w Heidelbergu przez Maxa Wolfa. Nazwa pochodzi od Hugona von Seeligera, niemieckiego astronoma. Przed nadaniem nazwy planetoida nosiła oznaczenie  (892) 1918 DR.